# 心动周期

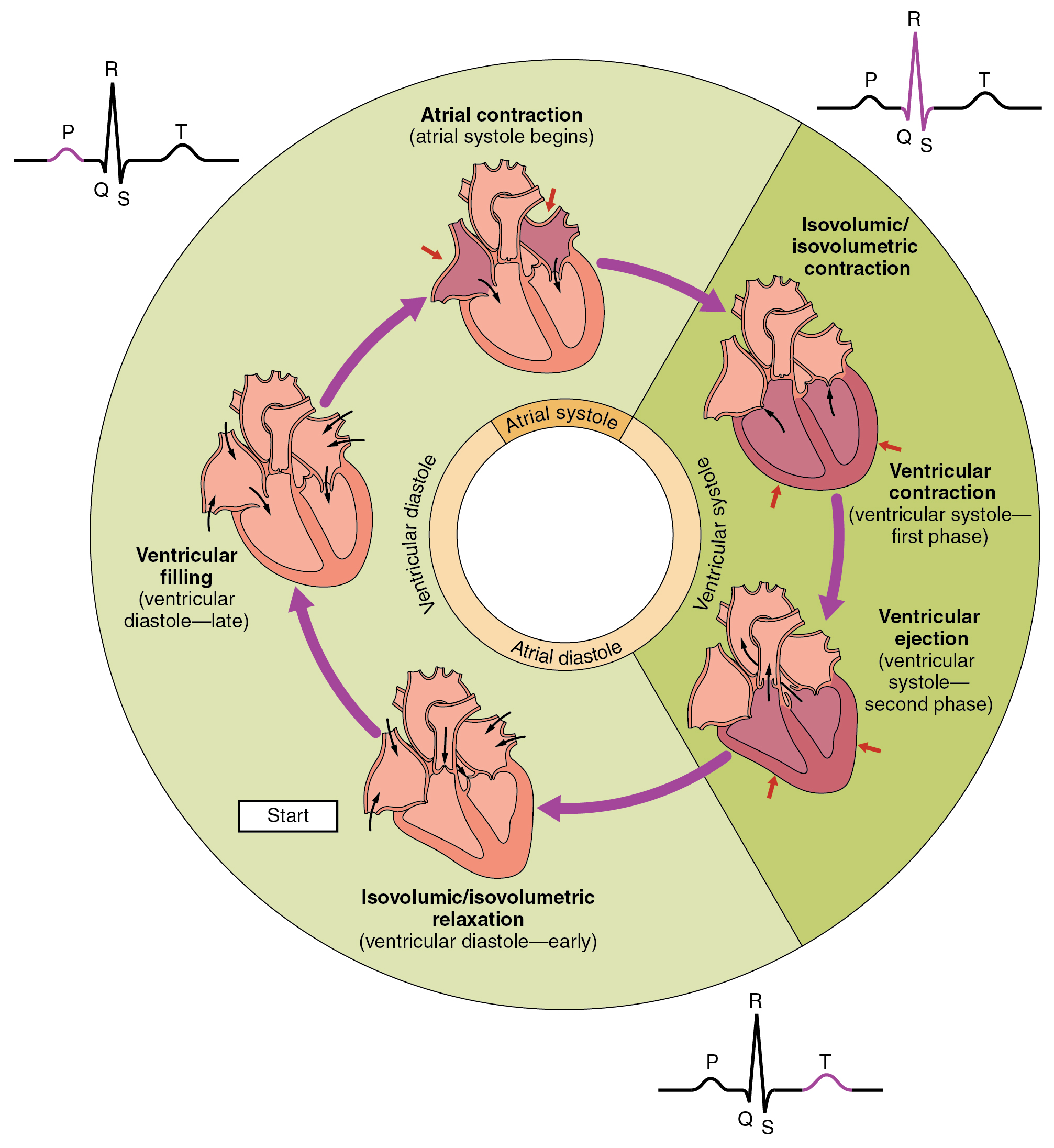
心动周期中各个瓣膜的血流状态

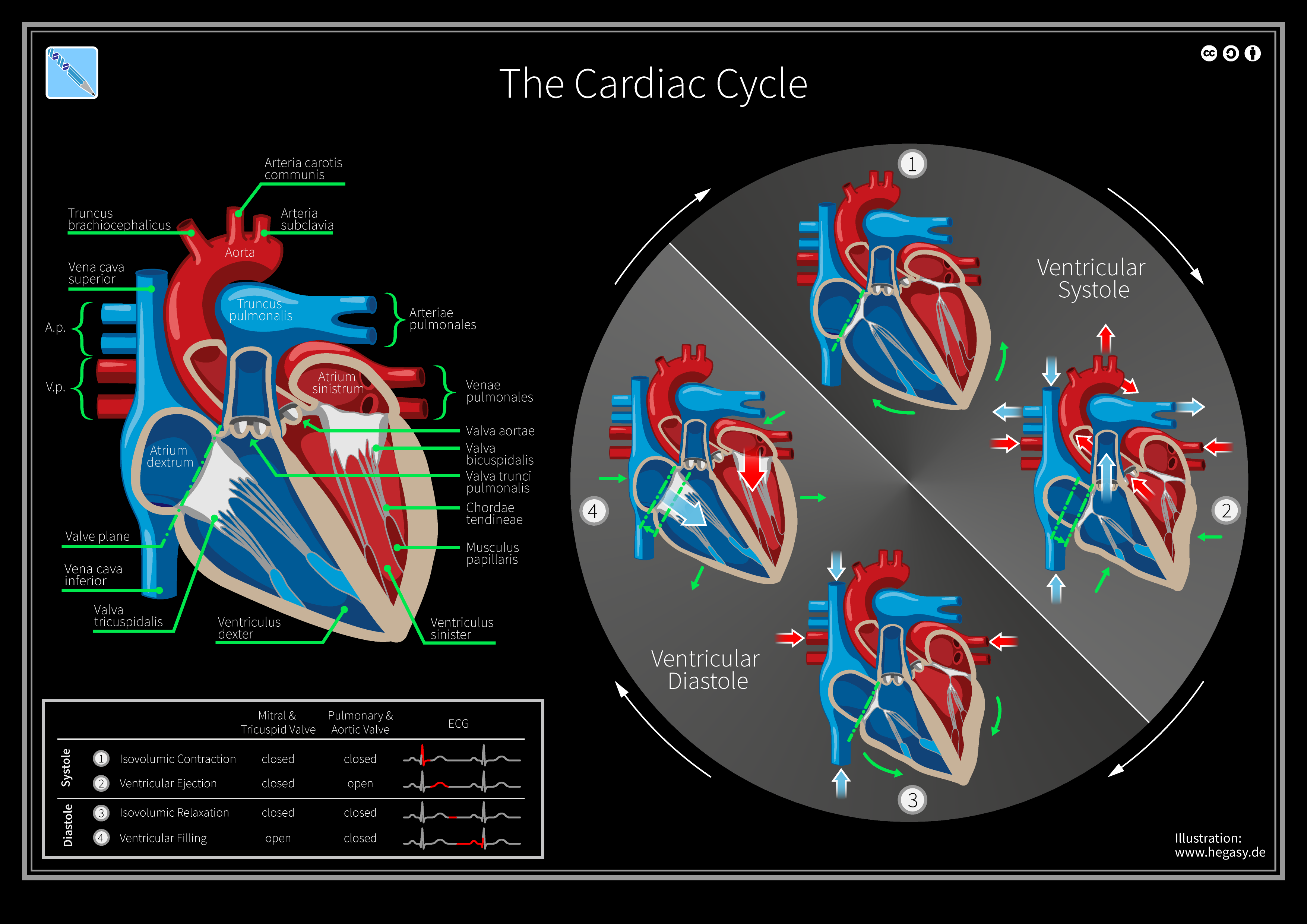
心动周期中的瓣膜状态、血流和心电图（ECG）

心动周期（英語：cardiac cycle，也翻译为心搏周期）是一个心脏生理学术语，指从一次心跳的起始到下一次心跳的起始，心血管系统所经历的过程。它包括两个阶段：舒张期和收缩期。在这个过程中，心脏的两个心房和两个心室，配合房室瓣与半月瓣，以精确的协调确保了血液在全身有效地收集和循环。

## 舒张期
心动周期开始时，心脏放松和扩张（参见右边缘的周期图），血液由静脉流入心房。但此时心室内压高于心房内压，房室瓣关闭。当心室内压继续下降到低于心房内压时。房室瓣开放。在这段短促时间（约0.08秒），心室内压迅速下降，而心室容积基本保持不变，故称为等容舒张期。
房室瓣开放后，心室快速扩张，血液被迅速从心房吸入心室，被称为充盈期。其中前期充盈速度较快，后期较慢。舒张期末，心房开始收缩，每个心房将血液泵入其下方的心室，进一步增大心室的充盈程度。心室压力增高，而心房压力降低，有助于之后房室瓣的关闭。

## 收缩期
进入收缩期后，在窦房结电信号的提示下（相当于心电图R波顶峰），心室肌的强有力的收缩使内压急剧升高，血液即分别推动左右房室瓣关闭，避免心室血液倒流心房。这时室内压急剧上升，但半月瓣尚处于关闭状态。故在这段短时间内（在人体平均为0.05秒），房室瓣与半月瓣均关闭，心室变得较圆，心室肌张力增高，而心室容积不变，故称等容收缩期。
心室肌继续收缩，心室内压急剧上升，很快超过主动脉压和肺动脉压，两侧半月瓣被冲开，有力地输出血液。其中前期心室压力达到顶峰（左心室约120～130毫米汞柱，右心室约24～25毫米汞柱），射血速度较快，射出血量多；后期射血速度较慢。这是心动周期的射血阶段；它被描述为（见圆形图）“心室收缩-第一阶段”，然后是“心室收缩–第二阶段”。之后心脏再次进入等容舒张期，输出的血液一部分沿肺动脉供应到肺部，另一种沿体动脉供应给所有其他身体器官和系统。

## 电信号传导系统和威格斯图

心电图中QRS波群和邻近的节段，在心动周期中，心房收缩开始于P波；心室收缩始于QRS波群的Q波

在整个心动周期中，血压会升高和降低。心肌的运动由窦房结和房室结内的专门起搏器细胞产生的一系列电脉冲协调。心肌由肌细胞组成，它们在不接收外部神经信号的情况下启动内部收缩——代谢需求引起的心率变化除外在心电图中，电收缩在稳定信号的P波偏转时启动心房收缩；它开始收缩（收缩）